# Bryzgiel
Bryzgiel [pronunciación en polaco: /ˈbrɨzɡʲɛl/] es un pueblo ubicado en el distrito administrativo de Gmina Nowinka, dentro del condado de Augustów, Voivodato de Podlaquia, en el noreste de Polonia. Se encuentra a unos 10 kilómetros al noreste de Nowinka, a 19 kilómetros al noreste de Augustów, y a 99 kilómetros al norte de la capital regional Białystok.

## Enlaces exteros
- Esta obra contiene una traducción  derivada de «Bryzgiel» de Wikipedia en inglés, concretamente de esta versión, publicada por sus editores bajo la Licencia de documentación libre de GNU y la Licencia Creative Commons Atribución-CompartirIgual 4.0 Internacional.

- Datos: Q5760005
- Multimedia: Bryzgiel / Q5760005